# Piona brązowoskrzydła
Piona brązowoskrzydła (Pionus chalcopterus) – gatunek średniej wielkości ptaka z rodziny papugowatych (Psittacidae). Występuje w północno-zachodniej Ameryce Południowej. Nie jest zagrożony wyginięciem. Rzadko spotykany w hodowlach.

## Taksonomia
Po raz pierwszy gatunek opisał brytyjski zoolog Louis Fraser w 1841 na łamach „Proceedings of the Zoological Society of London”. Holotyp pochodził z Bogoty. Nowemu gatunkowi nadał nazwę Psittacus chalcopterus. Obecnie (2022) Międzynarodowy Komitet Ornitologiczny umieszcza pionę brązowoskrzydłą w rodzaju Pionus. Uznaje gatunek za monotypowy. Niektórzy autorzy (np. Mike Parr & Tony Juniper, 2010) wyróżniają dwa podgatunki – nominatywny i P. c. cyanescens. Zdaniem autorów Handbook of the Birds of the World różnice między ptakami tych podgatunków są zbyt mało znaczące, by je w ogóle odróżniać.

## Morfologia

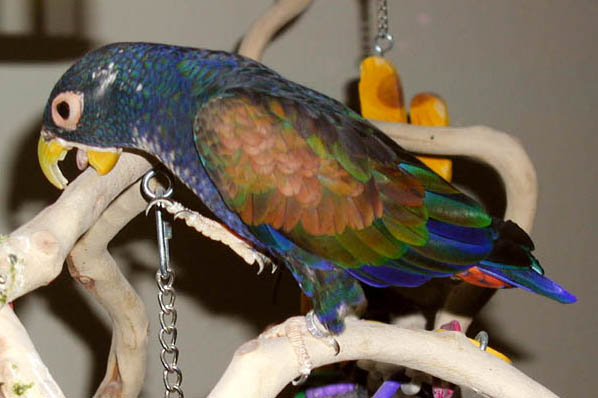
Brązowe skrzydła dały gatunkowi nazwę

Długość ciała wynosi około 28–29 cm, masa ciała 210 g. Jest to średniej wielkości piona o krępej posturze i krótkim ogonie. Upierzenie głównie ciemne. Wyróżnia się jasna plama na gardle. Innymi cechami diagnostycznymi są czerwone pokrywy podogonowe, różowawa pierś, jasny dziób i jasna skóra wokół oka. Upierzenie w większości kobaltowoniebieskie, pokrywy podskrzydłowe mają kolor głębokiej ultramaryny. Grzbiet i spód ciała brązowozielone z domieszką brązu na pokrywach skrzydłowych. W Serranía de Perijá występują podobne piony brunatne (Pionus fuscus); są ogólnie bardziej matowe, mają złożoną z kropek obrożę, mniej miedziany odcień brązu na pokrywach skrzydłowych i brązowe (nie brązowo-zielone) grzbiet i spód ciała. W górnej części piersi występuje jasnoróżowa plama o nieokreślonym rozmiarze, niekiedy różowe kropki sięgają po brzuch. Sterówki ciemnokobaltowe, te zewnętrzne są czerwone u nasady. Dziób jasny, woskówka szara, tęczówka ciemnobrązowa, nogi różowawe.

## Zasięg występowania
Piony brązowoskrzydłe zamieszkują Andy od zachodniej Wenezueli i Serranía de Perijá na południe przez Kolumbię i Ekwador po północno-zachodnie Peru (Region Tumbes i Region Piura). BirdLife International szacuje zasięg występowania na 598 tys. km².

## Ekologia i zachowanie
Środowiskiem życia pion brązowoskrzydłych są wilgotne wyżynne i górskie lasy, na zachodnich stokach Peru również w suchszych formacjach z roślinami zrzucającymi liście. Pojawiają się na skraju lasów, również w przecinkach z pojedynczymi drzewami. Odnotowywano je od poziomu morza (zachodni Ekwador) po 2800 m n.p.m.; głównie między 1400 a 2400 m n.p.m. Prowadzą nomadyczny tryb życia, ale wędrówki są słabo udokumentowane. Obserwowano żerowanie na owocach Guazuma ulmifolia, bananowcach (Musa) i figowcach (Ficus). Są to ptaki towarzyskie, zwykle widywane w parach lub grupach 4–10 osobników. Żerują głównie w koronach drzew.

### Lęgi
W Kolumbii okres lęgowy trwa od marca do maja. Gniazdo mieści się w dziupli. W niewoli zniesienie liczy 2 jaja (według innego źródła 3–4). Inkubacja w niewoli trwa około 27 dni. Młode są w pełni opierzone po 9 tygodniach życia.

## Status i ochrona
IUCN uznaje pionę brązowoskrzydłą za gatunek najmniejszej troski (LC, Least Concern) nieprzerwanie od 1988 (stan w 2021). Trend liczebności populacji uznaje się za spadkowy ze względu na niszczenie siedlisk. BirdLife International wymienia 28 ostoi ptaków IBA, w których odnotowano te papugi, m.in. Park Narodowy Tatamá w Kolumbii, Park Narodowy El Tamá, Park Narodowy Sierra de Perijá, Park Narodowy Sierra de San Luis w Wenezueli. Gatunek ten jest ujęty w II załączniku konwencji waszyngtońskiej (CITES).